# Biduanda dohertyi
Biduanda dohertyi är en fjärilsart som beskrevs av Riley 1945. Biduanda dohertyi ingår i släktet Biduanda och familjen juvelvingar. Inga underarter finns listade i Catalogue of Life.